# Polygonatum inflatum
Polygonatum inflatum är en sparrisväxtart som beskrevs av Vladimir Leontjevitj Komarov. Polygonatum inflatum ingår i släktet ramsar, och familjen sparrisväxter. Inga underarter finns listade i Catalogue of Life.